# ダビド・ルドマン
ダビド・ルドマン（David Rudman 1943年4月13日- 2022年2月8日）は、旧ソビエト連邦のクイビシェフ出身の柔道選手。階級は軽中量級。ユダヤ系。

## 人物
1969年のヨーロッパ選手権軽中量級では優勝を飾った。さらに世界選手権に出場すると3位に入った。
柔道以外にも、レスリングの70kg級でソビエトチャンピオン、サンボでは68kg級の世界チャンピオンになっている。
2022年2月8日、死去。

## 主な戦績
- 1969年 - ヨーロッパ選手権　優勝
- 1969年 - 世界選手権　3位
- 1972年 - アドリア国際大会　優勝